# Unione Sportiva Arco
L'Unione Sportiva Dilettantistica Arco 1895, meglio nota come Arco, é una società calcistica italiana con sede nella città di Arco.
Milita in Promozione, sesto livello del campionato italiano.
I colori sociali sono: il giallo e l'azzurro, il campo di gioco è lo stadio comunale di Via Pomerio.

## Storia
È da considerarsi una delle più antiche società sportive della regione Trentino-Alto Adige, poiché è nata nel 1895. L'attività calcistica ufficiale iniziò presumibilmente nel 1921.
La società nasce come sezione locale ("Consolato") del Touring Club Ciclistico Italiano svolgendo principalmente escursioni e corse ciclistiche.
L'Impero austro-ungarico, al fine di soffocare i fermenti indipendentistici degli italiani residenti nel "Principato del Tirolo", scioglie nel 1902 tutte le associazioni sportive italiane, compreso il Touring Club.
Sciolto per volere austriaco il "Consolato", la società si ricostituisce subito nello stesso 1902 con la nuova denominazione Veloce Club Olivo confermando il ciclismo quale unica attività sportiva ed escursionistica svolta all'epoca.
Rinata il 10 maggio del 1919, subito dopo la fine della guerra mondiale, come Società Sportiva Olivo, nei primi anni le attività sportive principali furono ciclismo, motociclismo e podismo. Dagli anni trenta lo sport prevalente è diventato il calcio, con un'interruzione a causa dal secondo conflitto bellico mondiale.
Dal 1945 l'Arco ha sempre disputato il campionato regionale organizzato dalla Lega e dal Comitato Regionale Trentino-Alto Adige F.I.G.C. vincendolo sei volte nelle stagioni 1957-1958, 1966-67, 1968-69, 1993-1994, 1995-96 e 2003-2004 (la stagione 1948-1949 è stata persa allo spareggio contro la Guardia di Finanza di Trento).
Ha partecipato 13 volte a campionati semi-professionistici (Serie D) e di massimo livello dilettantistico nazionale (Interregionale, Campionato Nazionale Dilettanti (C.N.D.) e Serie D).
Durante la sua lunga storia vi è stata sempre una continuità di attività pur sotto vari nomi, derivanti da cambiamenti di denominazioni e fusioni. La società si è chiamata S.S. Olivo, ancora U.S. Arco, G.S. Olivo Olimpia Arco, quest'ultima derivata dalla fusione fra l'allora U.S. Arco e la U.S. Olimpia.

Nel 1993 è tornato a chiamarsi U.S. Arco con il richiamo solo al nome della città.
Nonostante la retrocessione, nella stagione 2008-2009 la squadra giallo-blu gioca per il quarto anno consecutivo in Eccellenza in seguito alla fusione con l'Alta Vallagarina, della quale ha rilevato il titolo sportivo.

## Palmarès

### Competizioni regionali
- Eccellenza: 2

1993-1994, 1995-1996
- Prima Categoria: 4

1966-1967, 1968-1969, 1980-1981 (girone A), 1986-1987 (girone A)